# Sarcos
Sarcos (gaskognisch: Sarcòs) ist eine ehemalige französische Gemeinde mit 82 Einwohnern (Stand 1. Januar 2022) im Département Gers in der Region Okzitanien (bis 2015 Midi-Pyrénées). Sie gehörte zum Arrondissement Mirande. Die Bewohner werden Sarcossais und Sarcossaises genannt.
Der Erlass des Präfekten vom 18. Dezember 2024 legte mit Wirkung zum 1. Januar 2025 die Eingliederung von Sarcos als Commune déléguée zusammen mit den früheren Gemeinden Cabas-Loumassès, Saint-Blancard und Monbardon zur Commune nouvelle Cap d’Astarac fest.

## Geografie

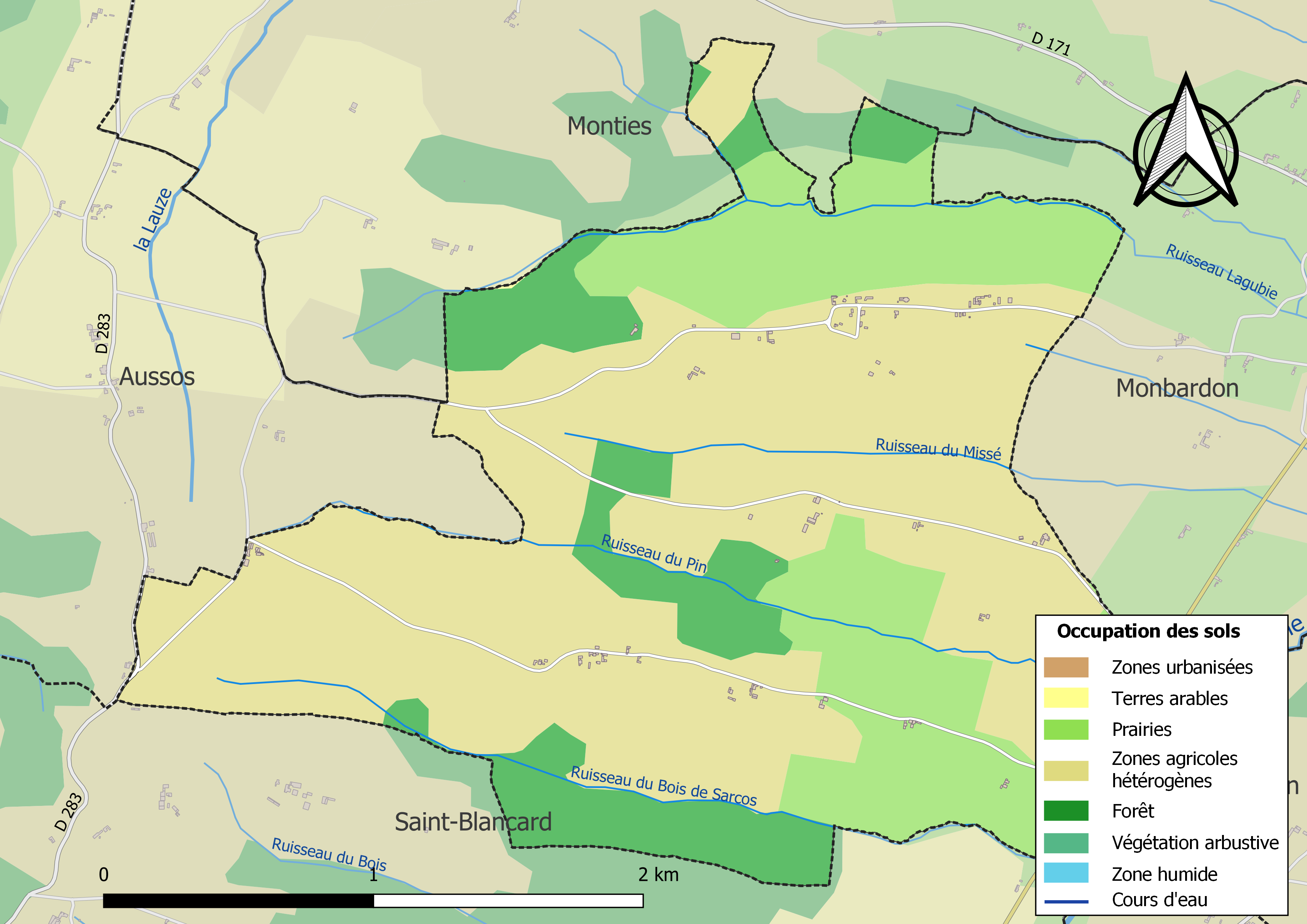
Bodennutzung, Hydrografie und Infrastruktur von Sarcos (2018)

Sarcos liegt rund 28 Kilometer südöstlich von Mirande und 31 Kilometer südöstlich von Auch ganz im Süden des Départements Gers an der Grenze zum Département Haute-Garonne. Der Ort befindet sich in der Région naturelle des Astarac, die sich entlang des Plateaus von Lannemezan zieht und Teil der historischen Provinz der Gascogne ist. Sarcos  besteht aus Weilern, zahlreichen Streusiedlungen und Einzelgehöften und erstreckt sich über einen Ausläufer des Plateaus von Lannemezan, der einen Bergrücken westlich des Flusses Gimone bildet, der den Ort im Osten teilweise begrenzt. Das Ortszentrum befindet sich auf dem Hang des Bergrückens auf etwa 300 m Höhe. Die höchsten Erhebungen des Ortsgebiets werden auf dem Kamm im Südwesten mit über 340 m gemessen, die niedrigsten mit unter 230 m im Tal der Gimone. Sarcos liegt im Einzugsgebiet der Garonne und wird außer von der Gimone vom Ruisseau du Bois de Sarons, vom Ruisseau du Missé, vom Ruisseau du Pin, vom Ruisseau Lagubie und weiteren kleineren Bächen entwässert, die in die Gimone münden und in niederschlagsarmen Perioden häufig trockenfallen.
Teile des Gebiets von Sarcos gehören zu den fünf ZNIEFF-Naturzonen „Plan d’eau de l’Astarac et coteau de l’Arrats“ (730010621), „Bois de Saint-Blancard et mosaïque de milieux adjacents“ (730010701), „Coteaux de la Lauze et de l’Arrats“ (730030397), „Coteaux de la Gimone à Monbardon“ (730030475) und „Cours de la Gimone et de la Marcaoue“ (730030550).
Rund 86 % der Fläche von Sarcos werden landwirtschaftlich genutzt, rund 14 % sind bewaldet (Stand: 2018).
Umgeben wird Sarcos von der Nachbargemeinde Monties im Nordwesten und Norden, von der Commune déléguée Monbardon im Nordosten und Osten, von den Nachbargemeinden Puymaurin (Département Haute-Garonne) im Osten und Nénigan (Département Haute-Garonne) im Südosten, von der Commune déléguée Saint-Blancard im Süden sowie von der Nachbargemeinde Aussos im Westen.

## Geschichte
Im Jahr 1274 gehörten die Ländereien von Sarcos Géraud d’Orbessan. Im Jahr 1374 huldigte die Familie Orbessan dem Grafen von Astarac für die Ländereien von Ornézan, Saint-Blancard, Pouyloubrin, Sarcos sowie für die Mitherrschaft von Monties. Ab 1437 gelangten die Ländereien von Sarcos durch verschiedene Allianzen nacheinander in die Hände der Familien Baliros, Lasséran-Massencôme, Saint-Pastou und de Ségla.

## Bevölkerungsentwicklung
| Sarcos: Einwohnerzahlen von 1793 bis 2020                                                                                  | Sarcos: Einwohnerzahlen von 1793 bis 2020 | Sarcos: Einwohnerzahlen von 1793 bis 2020 | Sarcos: Einwohnerzahlen von 1793 bis 2020 | Sarcos: Einwohnerzahlen von 1793 bis 2020 |
| --- | ----------------------------------------- | ----------------------------------------- | ----------------------------------------- | ----------------------------------------- |
| Jahr |                                           |                                           |                                           | Einwohner                                 |
| 1793 | 1793                                      |                                           | 260                                       | 260                                       |
| 1800 | 1800                                      |                                           | 266                                       | 266                                       |
| 1806 | 1806                                      |                                           | 235                                       | 235                                       |
| 1821 | 1821                                      |                                           | 274                                       | 274                                       |
| 1831 | 1831                                      |                                           | 297                                       | 297                                       |
| 1841 | 1841                                      |                                           | 320                                       | 320                                       |
| 1846 | 1846                                      |                                           | 276                                       | 276                                       |
| 1851 | 1851                                      |                                           | 250                                       | 250                                       |
| 1856 | 1856                                      |                                           | 255                                       | 255                                       |
| 1861 | 1861                                      |                                           | 263                                       | 263                                       |
| 1866 | 1866                                      |                                           | 242                                       | 242                                       |
| 1872 | 1872                                      |                                           | 225                                       | 225                                       |
| 1876 | 1876                                      |                                           | 208                                       | 208                                       |
| 1881 | 1881                                      |                                           | 199                                       | 199                                       |
| 1886 | 1886                                      |                                           | 184                                       | 184                                       |
| 1891 | 1891                                      |                                           | 181                                       | 181                                       |
| 1896 | 1896                                      |                                           | 204                                       | 204                                       |
| 1901 | 1901                                      |                                           | 184                                       | 184                                       |
| 1906 | 1906                                      |                                           | 170                                       | 170                                       |
| 1911 | 1911                                      |                                           | 155                                       | 155                                       |
| 1921 | 1921                                      |                                           | 143                                       | 143                                       |
| 1926 | 1926                                      |                                           | 130                                       | 130                                       |
| 1931 | 1931                                      |                                           | 112                                       | 112                                       |
| 1936 | 1936                                      |                                           | 105                                       | 105                                       |
| 1946 | 1946                                      |                                           | 115                                       | 115                                       |
| 1954 | 1954                                      |                                           | 105                                       | 105                                       |
| 1962 | 1962                                      |                                           | 87                                        | 87                                        |
| 1968 | 1968                                      |                                           | 81                                        | 81                                        |
| 1975 | 1975                                      |                                           | 69                                        | 69                                        |
| 1982 | 1982                                      |                                           | 71                                        | 71                                        |
| 1990 | 1990                                      |                                           | 62                                        | 62                                        |
| 1999 | 1999                                      |                                           | 57                                        | 57                                        |
| 2006 | 2006                                      |                                           | 72                                        | 72                                        |
| 2013 | 2013                                      |                                           | 73                                        | 73                                        |
| 2020 | 2020                                      |                                           | 82                                        | 82                                        |
| Quelle(n): EHESS/Cassini bis 1999, INSEE ab 2006 Anmerkung(en): Ab 1962 offizielle Zahlen ohne Einwohner mit Zweitwohnsitz |                                           |                                           |                                           |                                           |

In der ersten Hälfte des 19. Jahrhunderts lebten in Sarcos kurzzeitig bis zu 320 Einwohner. Seit der Mitte des 19. Jahrhunderts nahm die Zahl kontinuierlich unter 100 ab, bis sie in sich in den 1960er Jahren etwas stabilisierte.

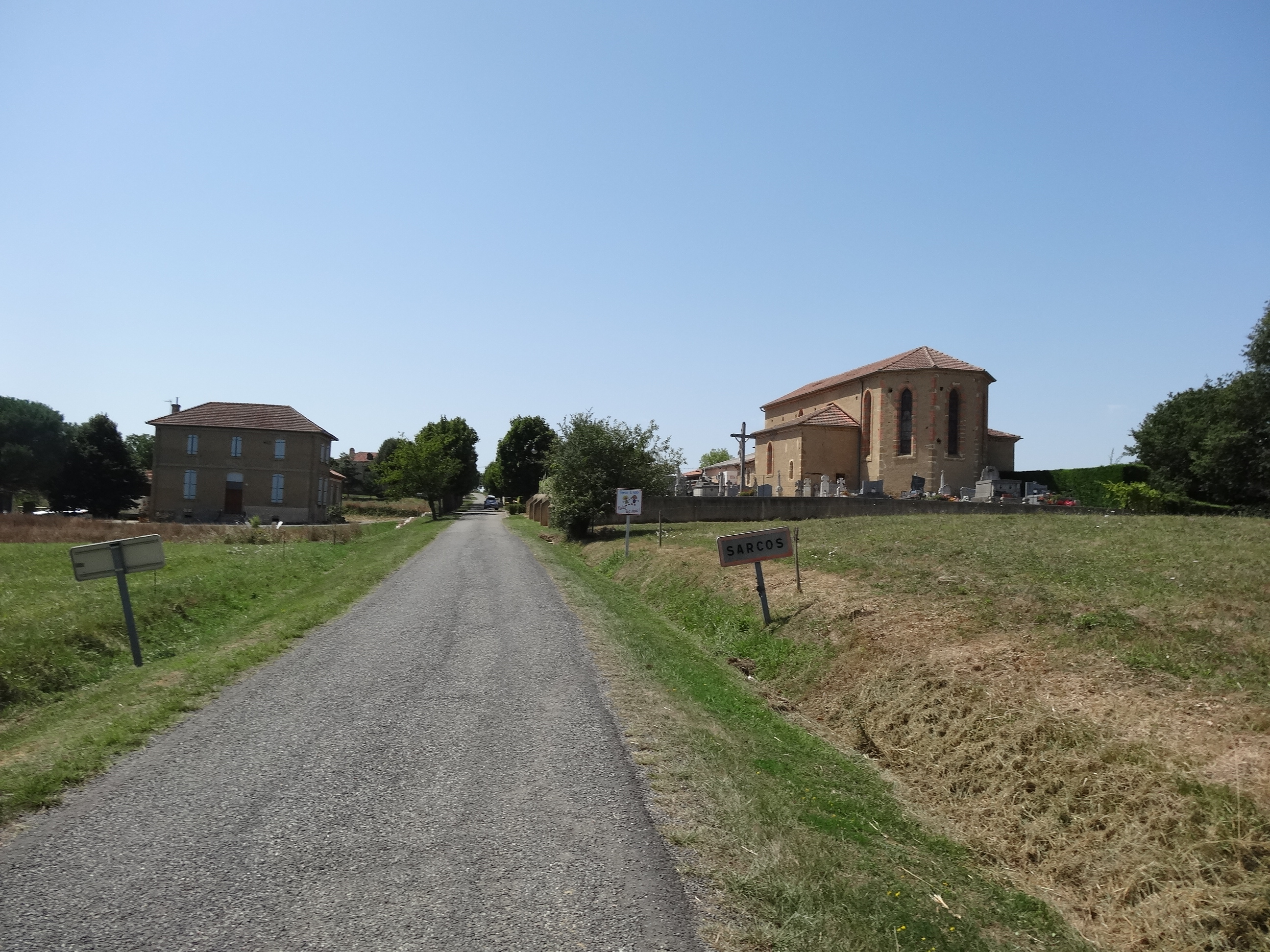
Kirche Saint-Étienne

## Sehenswürdigkeiten
- Kirche Saint-Étienne aus dem 16. Jahrhundert